# Chapelle Saint-Étienne de Gouaux
La chapelle Saint-Étienne de Gouaux est un édifice religieux catholique située à Gouaux, en France.

## Localisation
La chapelle est située dans le département français des Hautes-Pyrénées, à l’extérieur du village dans l’enceinte de l’ancien cimetière de Gouaux.

## Historique
La chapelle date de la fin du XIIe siècle, elle a été modifiée durant les XVIe siècle et XVIIe siècle.
Elle est inscrite au titre des monuments historiques le 6 décembre 1995.

## Architecture
La chapelle est composée d’une nef unique prolongée d’une abside semi circulaire avec à l’ouest un clocher-mur à deux baies.
Le portail d'entrée est surmonté d’un tympan orné d’un chrisme.

## Mobilier
La chapelle est ornée de peintures murales sur les murs de la nef qui représentent des scènes de la Passion du Christ et des panneaux peint sur bois qui évoque entre autres la mise au tombeau du Christ, classés à titre objet des monuments historiques en 1904.

## Galerie de photos

Sélection de vues de la chapelle
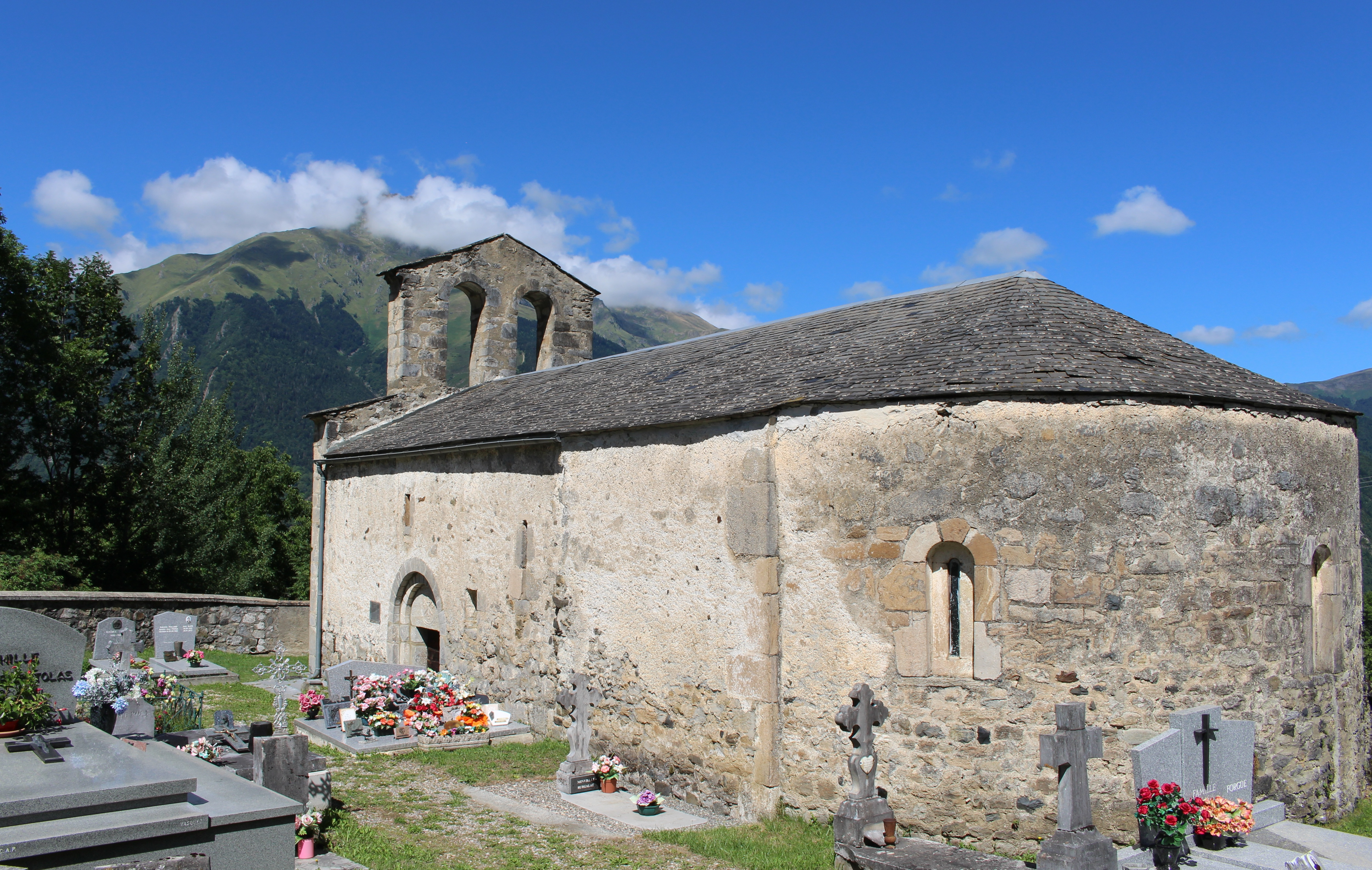
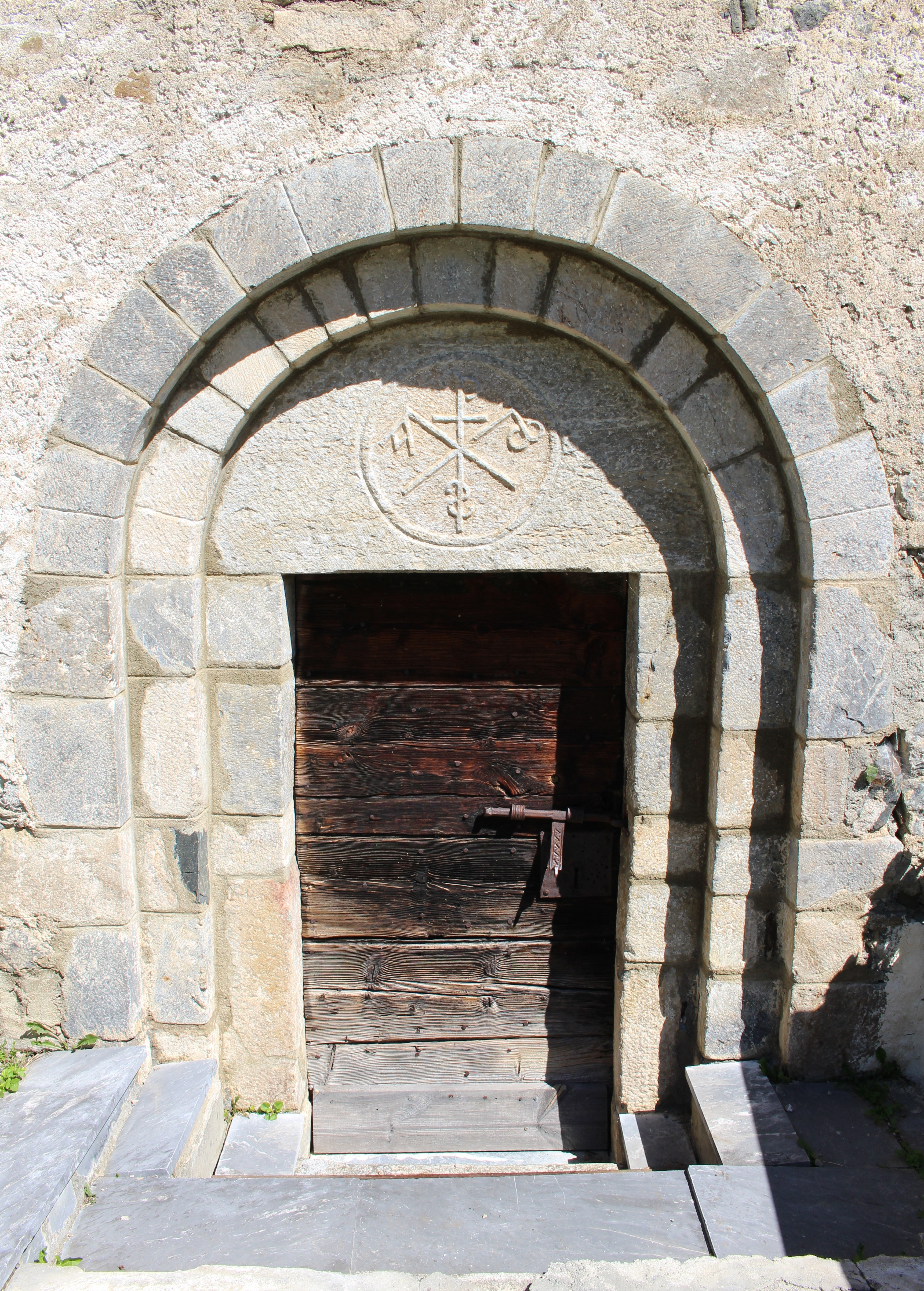
La porte d’entrée
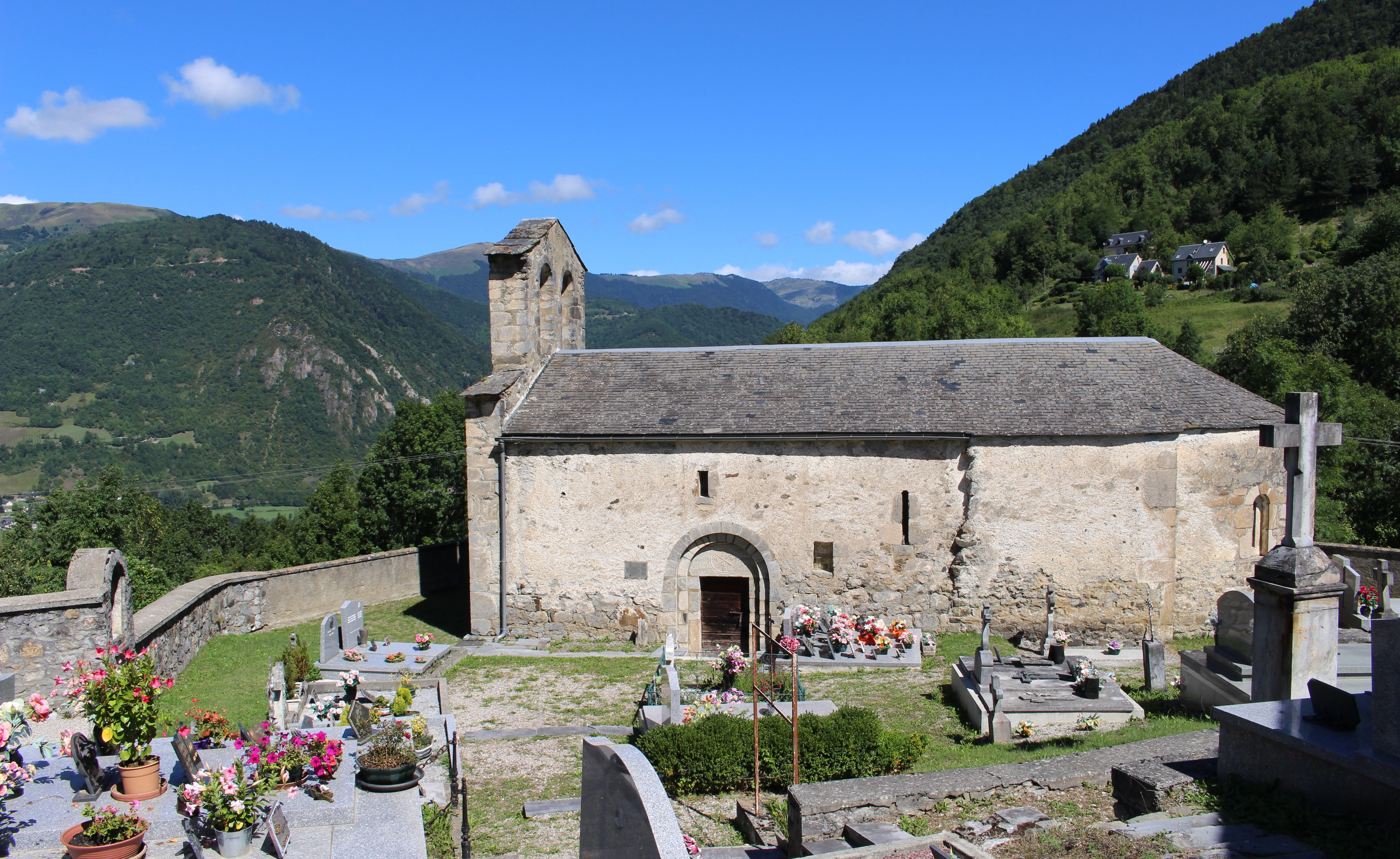